# Nautes
Nautes (altgriechisch Ναύτης Naútēs) war in der griechischen Mythologie ein Greis und Priester der Athena in Troja.
Er war einer der Begleiter des Aeneas und von Athena mit großer Weisheit ausgezeichnet. Dem überlegenden Aeneas, der unsicher ist, ob er in Sizilien bleiben oder nach Italien weiterziehen soll, steht er ratgebend zur Seite. Anstelle des gerade opfernden Aeneas nimmt er von Diomedes das geraubte Palladion, das dieser aufgrund eines Orakelspruchs zurückgeben will, entgegen. Dies wurde in der römischen Antike herangezogen, um zu erklären, warum nicht die gens Iulia, sondern die gens Nautia, als deren Stammvater Nautes galt, die sacra Minervae in Rom verwaltete. Die patrizische gens Nautia starb im 3. Jahrhundert v. Chr. aus.